# TV Cidade Verde Rondonópolis
A TV Cidade Verde Rondonópolis é uma emissora de televisão brasileira, sediada em Rondonópolis, cidade do estado de Mato Grosso. Opera no canal 4 (41 UHF digital) e é uma emissora própria da Rede Cidade Verde.

## Sinal digital
| PSIP | Canal  | Proporção de tela | Programação                                                               |
| ---- | ------ | ----------------- | ------------------------------------------------------------------------- |
| 4.1  | 41 UHF | 1080i             | Programação principal da TV Cidade Verde Rondonópolis / Rede Cidade Verde |

A emissora iniciou suas transmissões digitais em 27 de novembro de 2018, através do canal 41 UHF. Os programas locais da emissora são produzidos em alta definição.
Transição para o sinal digital
Com base no decreto federal de transição das emissoras de TV brasileiras do sinal analógico para o digital, a TV Cidade Verde Rondonópolis, bem como as outras emissoras de Rondonópolis,  cessou suas transmissões pelo canal 4 VHF em 17 de dezembro de 2018, seguindo o cronograma oficial da ANATEL.